# تپه شوشه‌لی داغ
تپه شوشه‌لی داغ مربوط به هزاره اول قبل از میلاد - سده‌های میانه دوران‌های تاریخی پس از اسلام است و در شهرستان مراغه، بخش مرکزی، دهستان سراجوی شمالی، ۱/۵ کیلومتری روستای گوی درق سفلی واقع شده و این اثر در تاریخ ۱۸ اسفند ۱۳۸۷ با شمارهٔ ثبت ۲۵۱۹۸ به‌عنوان یکی از آثار ملی ایران به ثبت رسیده است.